# Ferdinando Stanley, V conte di Derby
Ferdinando Stanley, V conte di Derby (1559 circa – 16 aprile 1594), figlio di Henry Stanley, IV conte di Derby e Margaret Clifford.
Secondo il testamento di Enrico VIII d'Inghilterra, sua madre Margaret avrebbe dovuto essere l'erede presuntiva di Elisabetta I d'Inghilterra, ma Ferdinando e poi sua madre morirono prima della regina. La morte di Ferdinando avvenne in modo talmente repentino da suscitare le ipotesi di complotti e di avvelenamenti. Suoi nonni paterni erano Henry Clifford, II conte di Cumberland (1517-gennaio 1570) ed Eleanor Brandon, terzogenita di Charles Brandon, I duca di Suffolk, e Maria Tudor, figlia a sua volta di Enrico VII d'Inghilterra ed Elisabetta di York.

## L'uomo d'arte
Ferdinando era figlio di Margaret Clifford ed Henry Stanley, IV conte di Derby (settembre 1531-25 settembre 1593) e i primi dati storici su di lui risalgono al 1572, quando, ormai tredicenne, venne iscritto presso l'Università di Oxford. L'anno seguente venne convocato a corte dalla regina Elisabetta I d'Inghilterra e venne quindi convocato in parlamento a riguardo della Baronia di Strange, che rientrava nel contado di famiglia. Nel 1579 si sposò con Alice Spencer (4 maggio 1559-23 gennaio 1637).
Ferdinando si mostrò un amante delle arti e cercò di essere un buon mecenate, fra gli artisti che beneficiarono del suo supporto vi furono Robert Greene, Christopher Marlowe, Edmund Spenser e William Shakespeare e quest'ultimo avrebbe potuto essere stato impiegato da Ferdinando come parte del Lord Strange's man, una piccola compagnia di teatro che comprendeva molti uomini del seguito di Ferdinando attorno al 1592 quando ai già presenti acrobati si andarono ad aggiungere diversi attori. Sempre attorno in quegli anni la compagnia di Ferdinando si associò a quella dei The Admiral's Men esibendosi al The Theatre di proprietà di James Burbage, padre dell'attore Richard Burbage.
Se sul piano artistico Ferdinando rendeva estremamente esplicite le proprie preferenze su altre materie, come quella religiosa, mantenne il più segreto riserbo suscitando il dispetto di alcuni esponenti cattolici che speravano che l'avvicinarsi al trono da parte di Ferdinando avrebbe aiutato la causa cattolica. Nonostante le sue preferenze religiose non fossero affatto palesate e non paresse nemmeno che egli se ne preoccupasse molto William Cecil, I barone Burghley ricevette un'informativa in cui si affermava che se fosse salito al trono sarebbe stato proclamato re dall'unanimità dei cattolici.

## La vera tragedia
Quando suo padre morì nel settembre 1593 Ferdinando ne ereditò il contado e la compagnia cambiò nome di conseguenza, alcuni studiosi ritengono che Shakespeare abbia collaborato ad essa sia come attore che come scrittore e la compagnia mise in scena il Tito Andronico e l'Enrico VI, parte I, Enrico VI, parte II ed Enrico VI, parte III. Queste rappresentazioni sembrano contenere una qualche manifestazione delle simpatie politiche della famiglia in quegli anni. L'amore di Ferdinando per il teatro e le arti era tanto grande da spingerlo a tenere poca fede agli impegni che lo legavano alle proprietà del Cheshire e del Lancashire preferendo di gran lunga gli esponenti della società intellettuale elisabettiana. Nel 1610 venne pubblicata una raccolta di sonetti intitolata Belvedere; or the Garden of the Muses dove si asseriva vi fossero contenuti alcuni lavori di Ferdinando, ormai morto, tuttavia la mancanza di firma rende la cosa oggetto di dubbio.
Dopo la morte del padre l'arte lasciò presto il passo alla politica. Diverse lettere raggiunsero Cecil dove si affermava che i cattolici si stavano raccogliendo attorno a lui. Un certo numero di ribelli provenienti da altri paesi lo spinsero a reclamare per sé il trono d'Inghilterra sulla base della sua discendenza da Maria Tudor (d'altro canto Enrico VIII d'Inghilterra aveva legittimato e delegittimato le proprie figlie talmente tante volte da lasciare le cose alquanto confuse ed aperte ad ogni interpretazione) e capo di questa "rivolta" si pose un tale Richard Hesketh. Gli Hesketh erano una famiglia piuttosto antica da sempre seguace degli Stanley e questo spiega come mai egli abbia potuto avvicinarsi a Ferdinando con tanta facilità dando vita a quello che divenne noto come l'affare Hesketh. Ferdinando si recò a Londra per discutere con la madre delle proposte a lui fatte ed ella era stata proprio di recente esclusa dalla corte per pretesi complotti che ella avrebbe ordito contro la regina. Alla fine Ferdinando decise di rigettare le proposte di Hesketh mostrando anche un certo sdegno e sprezzo in modo talmente veemente da far decidere a Hesketh di cambiare bandiera e confessare alle autorità.
Questa mossa non fu arguta, Hesketh venne interrogato e giustiziato e se Ferdinando sperava che il suo rifiuto avrebbe messo in luce la propria fedeltà alla corona venne deluso poiché la sua posizione in seno alla corte divenne sempre più marginale. Con sua costernazione vide affidato l'incarico di Lord Ciambellano di Chester a Thomas Egerton facendogli comprendere che la strada che gli si mostrava era sempre più impervia.

## La rapida malattia, la morte e la discendenza
Pochi mesi dopo la fine dell'affare Hesketh Ferdinando morì dopo una breve, ma violenta malattia tanto che venne subito il sospetto che fosse stato avvelenato. Vi fu chi disse che Hesketh lo aveva minacciato dicendogli che sarebbe morto presto se non avesse seguito i suoi piani e vi fu anche chi pensò al coinvolgimento dei Gesuiti che avrebbero agito attraverso uno degli uomini al seguito di Ferdinando.
Insieme alla moglie Alice, Ferdinando ebbe tre figlie:
- Anna Stanley contessa di Castlehaven (maggio 1580-ottobre 1647 circa)
- Francesca Stanley (1º maggio 1583-11 marzo 1636)
- Elizabeth Stanley (6 gennaio 1588-20 gennaio 1633)

nessuna di loro tuttavia ereditò il contado che andò al fratello più giovane di Ferdinando William Stanley, VI conte di Derby.

## Ascendenza
|                                        |                                       |                                    | Genitori                                        |  |  | Nonni |  |  | Bisnonni                          |  |  | Trisnonni                         |  |
|                                        |                                       |                                    |                                                 |  |  |       |  |  | Thomas Stanley, II conte di Derby |  |  | George Stanley, IX barone Strange |  |
|                                        |                                       |                                    |                                                 |  |  |       |  |  | Thomas Stanley, II conte di Derby |  |  | George Stanley, IX barone Strange |  |
|                                        |                                       | Joan Strange                       |                                                 |  |  |       |  |  | Thomas Stanley, II conte di Derby |  |  |                                   |  |
| Edward Stanley, III conte di Derby     |                                       |                                    |                                                 |  |  |       |  |  | Thomas Stanley, II conte di Derby |  |  |                                   |  |
|                                        |                                       | Anne Hastings                      | Edward Hastings, II barone Hastings             |  |  |       |  |  |                                   |  |  |                                   |  |
|                                        |                                       | Anne Hastings                      | Edward Hastings, II barone Hastings             |  |  |       |  |  |                                   |  |  |                                   |  |
|                                        |                                       | Anne Hastings                      | Mary Hungerford                                 |  |  |       |  |  |                                   |  |  |                                   |  |
| Henry Stanley, IV conte di Derby       |                                       | Anne Hastings                      |                                                 |  |  |       |  |  |                                   |  |  |                                   |  |
|                                        |                                       | Thomas Howard, II duca di Norfolk  | John Howard, I duca di Norfolk                  |  |  |       |  |  |                                   |  |  |                                   |  |
|                                        |                                       | Thomas Howard, II duca di Norfolk  | John Howard, I duca di Norfolk                  |  |  |       |  |  |                                   |  |  |                                   |  |
|                                        |                                       | Thomas Howard, II duca di Norfolk  | Katherine Moleyns                               |  |  |       |  |  |                                   |  |  |                                   |  |
| Dorothy Howard                         |                                       | Thomas Howard, II duca di Norfolk  |                                                 |  |  |       |  |  |                                   |  |  |                                   |  |
|                                        |                                       | Agnes Tylney                       | Hugh Tilney                                     |  |  |       |  |  |                                   |  |  |                                   |  |
|                                        |                                       | Agnes Tylney                       | Hugh Tilney                                     |  |  |       |  |  |                                   |  |  |                                   |  |
|                                        |                                       | Agnes Tylney                       | Eleanor Tailboys                                |  |  |       |  |  |                                   |  |  |                                   |  |
| Ferdinando Stanley, V conte di Derby   |                                       | Agnes Tylney                       |                                                 |  |  |       |  |  |                                   |  |  |                                   |  |
|                                        | Henry Clifford, I conte di Cumberland | Henry Clifford, X barone Clifford  |                                                 |  |  |       |  |  |                                   |  |  |                                   |  |
|                                        | Henry Clifford, I conte di Cumberland | Henry Clifford, X barone Clifford  |                                                 |  |  |       |  |  |                                   |  |  |                                   |  |
|                                        | Henry Clifford, I conte di Cumberland | Anne St. John                      |                                                 |  |  |       |  |  |                                   |  |  |                                   |  |
| Henry Clifford, II conte di Cumberland | Henry Clifford, I conte di Cumberland |                                    |                                                 |  |  |       |  |  |                                   |  |  |                                   |  |
|                                        |                                       | Margaret Percy                     | Henry Algernon Percy, V conte di Northumberland |  |  |       |  |  |                                   |  |  |                                   |  |
|                                        |                                       | Margaret Percy                     | Henry Algernon Percy, V conte di Northumberland |  |  |       |  |  |                                   |  |  |                                   |  |
|                                        |                                       | Margaret Percy                     | Catherine Spencer                               |  |  |       |  |  |                                   |  |  |                                   |  |
| Margaret Clifford                      |                                       | Margaret Percy                     |                                                 |  |  |       |  |  |                                   |  |  |                                   |  |
|                                        |                                       | Charles Brandon, I duca di Suffolk | William Brandon                                 |  |  |       |  |  |                                   |  |  |                                   |  |
|                                        |                                       | Charles Brandon, I duca di Suffolk | William Brandon                                 |  |  |       |  |  |                                   |  |  |                                   |  |
|                                        |                                       | Charles Brandon, I duca di Suffolk | Elizabeth Bruyn                                 |  |  |       |  |  |                                   |  |  |                                   |  |
| Eleanor Brandon                        |                                       | Charles Brandon, I duca di Suffolk |                                                 |  |  |       |  |  |                                   |  |  |                                   |  |
|                                        |                                       | Mary Tudor                         | Henry VII, re d'Inghilterra                     |  |  |       |  |  |                                   |  |  |                                   |  |
|                                        |                                       | Mary Tudor                         | Henry VII, re d'Inghilterra                     |  |  |       |  |  |                                   |  |  |                                   |  |
|                                        |                                       | Mary Tudor                         | Elizabeth di York                               |  |  |       |  |  |                                   |  |  |                                   |  |
|                                        |                                       | Mary Tudor                         |                                                 |  |  |       |  |  |                                   |  |  |                                   |  |